# T-型小行星
T-型小行星是在主帶內側極為罕見的一種類型，其亮度較暗且成分不明，沒有特徵的光譜有中度的紅化，還有中度的吸收特性在0.85微米處突然截止。到目前為止，尚未發現與此型有直接關聯的隕石。他門被認為是無水的，並且相信與P-型或D-型有關聯，但也可能是C-型的高度變化型。見神星是此類型的一個例子。